# پادشاهان یهودا

شجره نامه پادشاهان یهودا همراه با پادشاهان اسرائیل.

پادشاهان یهودا (انگلیسی: Kings of Judah) پادشاهانی بودند که بر پادشاهی یهودا باستانی حکومت کردند که در حدود دهه ۹۳۰ (پیش از میلاد) تشکیل شد، طبق کتاب مقدس عبری، زمانی که پادشاهی اسرائیل (پادشاهی متحد) جدا شد و مردم پادشاهی شمالی اسرائیل رحبعام را به عنوان پادشاه خود رد کردند و او را به عنوان پادشاه یهودا تنها گذاشتند.

## فهرست
| نام مشترک/کتاب مقدسی                          | آلبرایت | تیله    | گلیل    | اندرسون کیچن | رگنال نام و سبک | یادداشت |
| --------------------------------------------- | ------- | ------- | ------- | ------------ | --- | --- |
| خانه داوود                                    |         |         |         |              | | |
| رحبعام 17 سال سلطنت کرد.                      | 922–915 | 931–913 | 931–914 | 931–915      | רחבעם' בן-שלמה מלך יהודה 'Rehav'am بن شلومو، ملخ یهودا                                                              | مرگ: علل طبیعی |
| ابیا 3 سال سلطنت کرد.                         | 915–913 | 913–911 | 914–911 | 915–912      | אבים בן-רחבעם מלך יהודה 'آویام بن رهاوام، ملخ یهودا                                                                 | مرگ: علل طبیعی |
| آسا 41 سال سلطنت کرد.                         | 913–873 | 911–870 | 911–870 | 912–871      | אסא' בן-אבים מלך יהודה 'آسا بن عویام، ملخ یهودا                                                                     | مرگ: بیماری شدید پا |
| یهوشافاط 25 سال سلطنت کرد.                    | 873–849 | 870–848 | 870–845 | 871–849      | יהושפט בן-אסא מלך יהודה یهوشافاط، ملخ یهودا                                                                         | مرگ: علل طبیعی |
| یهورام 8 سال سلطنت کرد.                       | 849–842 | 848–841 | 851–843 | 849–842      | 'יהורם בן-יהושפט מלך יהודה Yehoram بن یهوشافات، ملخ یهودا                                                           | مرگ: بیماری شدید معده |
| آحاز یهودا 1 سال سلطنت کرد.                   | 842–842 | 841–841 | 843–842 | 842–841      | אחזיהו בן-יהורם מלך יהודה 'آحزیاهو بن یهورام، ملخ یهودا                                                             | مرگ: توسط یهو که تاج و تخت اسرائیل را غصب کرد کشته شد |
| آتالیا (ملکه) 6 سال سلطنت کرد.                | 842–837 | 841–835 | 842–835 | 841–835      | עתליה בת-עמרי מלכת יהודה 'آتالیا بت 'عمری، ملکت یهودا                                                               | مرگ: توسط نیروهایی که توسط یهویادا کاهن برای محافظت از یوآش تعیین شده بودند، کشته شدند. ملکه مادر، بیوه یورام و مادر اخزیا                                                                                             |
| یهوآش (یواش) 40 سال سلطنت کرد.                | 837–800 | 835–796 | 835–802 | 835–796      | יהואש' בן-אחזיהו מלך יהודה یهوآش بن اخازیاهو، ملخ یهودا                                                             | مرگ: به دست مأموران او کشته شدند، یعنی: زباد، پسر شمعات، زن عمونی، و یحوزآباد، پسر شمریث، زن موآبی. |
| آمازیا 29 سال سلطنت کرد.                      | 800–783 | 796–767 | 805–776 | 796–776      | 'אמציהו בן-יהואש מלך יהודה 'Amatzyahu' بن یهوآش، ملخ یهودا                                                          | مرگ: در لاچیش توسط مردانی که مأمورانش علیه او توطئه کردند، کشته شدند. |
| عزیه (عزریا) 52 سال سلطنت کرد.                | 783–742 | 767–740 | 788–736 | 776–736      | עזיהו בן-אמציה מלך יהודה 'عزیاهو بن عمتزیاهو، ملخ یهودا 'עזריה' בן-אמציהו מלך יהודה 'آزاریا' بن عمتزیاهو، ملخ یهودا | مرگ: تزارعث جرج سینسلوس نوشت که اولین المپیاد در چهل و هشتمین سال سلطنت عزیا اتفاق افتاد. |
| یهورام ۱۶ سال سلطنت کرد.                      | 742–735 | 740–732 | 758–742 | 750–735/30   | יותם' בן-עזיהו מלך יהודה یوتام بن اوزیاهو، ملخ یهودا                                                                | مرگ: علل طبیعی |
| آحاز یهودا ۱۶ سال سلطنت کرد.                  | 735–715 | 732–716 | 742–726 | 735/31–715   | אחז' בן-יותם מלך יהודה 'آحاز' بن یوتم، ملخ یهودا                                                                    | مرگ: علل طبیعی آشورپادشاه تیگلات-فیلسر سوم گزارش می‌دهد که از آحاز خراج دریافت کرده است. با دوم پادشاهان 16: 7-9 مقایسه کنید                                                                                            |
| حزقیا 29 سال سلطنت کرد.                       | 715–687 | 716–687 | 726–697 | 715–687      | חזקיהו בן-אחז מלך יהודה حزقیهو بن آحاز، ملخ یهودا                                                                   | مرگ: علل طبیعی معاصر Sennacherib از آشور و Merodach-Baladan از بابل. |
| مناسه 55 سال سلطنت کرد.                       | 687–642 | 687–643 | 697–642 | 687–642      | מנשה בן-חזקיהו מלך יהודה Menashe' بن حزقیاهو، ملخ یهودا                                                             | مرگ: علل طبیعی در اسناد آشوری به عنوان معاصر اسرحدون ذکر شده است. |
| آمون 2 سال سلطنت کرد.                         | 642–640 | 643–641 | 642–640 | 642–640      | אמון' בן-מנשה מלך יהודה 'آمون' بن مناشه، ملخ یهودا                                                                  | مرگ: توسط مقامات او که بعداً توسط مردم یهودا کشته شدند. |
| یوشیا 31 سال سلطنت کرد.                       | 640–609 | 641–609 | 640–609 | 640–609      | יאשיהו בן-אמון מלך יהודה یوشیاهو بن آمون، ملخ یهودا                                                                 | مرگ: تیراندازی توسط کمانداران در جریان نبرد با نکو مصر. او در بدو ورود به اورشلیم درگذشت. |
| یهوآحاز 3 ماه سلطنت کرد.                      | 609     | 609     | 609     | 609          | יהואחז בן-יאשיהו מלך יהודה Yeho'ahaz بن یوشیاهو، ملخ یهودا                                                          | مرگ: نکو دوم، پادشاه مصر، او را از سلطنت خلع کرد و یهوآحاز، برادرش، الیاقیم، جایگزین او شد. به مصر منتقل شد و در آنجا درگذشت.                                                                                          |
| یهویاقیم 11 سال سلطنت کرد.                    | 609–598 | 609–598 | 609–598 | 609–598      | יהויקים' בן-יאשיהו מלך יהודה Yehoyaqim' بن یوشیاهو، ملخ یهودا                                                       | مرگ: علل طبیعی نبرد کرکمیش در چهارمین سال سلطنت او رخ داد (ارمیا 46:2) |
| یهویاکین (یهویاکیم) 3 ماه و 10 روز سلطنت کرد. | 598     | 598     | 598–597 | 598–597      | יכניה בן-יהויקים מלך יהודה Yekhonya' بن یهویاقیم، ملخ یهودا                                                         | مرگ: پادشاه نبوکدنصر دوم بابل به دنبال او فرستاد و او را به بابل آورد و در آنجا زندگی کرد و درگذشت. اورشلیم توسط بابلی ها تسخیر شد و یهویاکین در 16 مارس 597 قبل از میلاد خلع شد. در ارمیا یکونیا و استر نامیده می‌شود. |
| صدقیا 11 سال سلطنت کرد.                       | 597–587 | 597–586 | 597–586 | 597–586      | 'צדקיהו בן-יאשיהו מלך יהודה تزیدقیاهو بن یوشیاهو، ملخ یهودا                                                         | مرگ: در زندان. سلطنت او شاهد دومین شورش علیه نبوکدنصر (588–586 ق.م) بود. اورشلیم پس از یک محاصره طولانی تسخیر شد، معبد سوزانده شد، صدقیا کور شد و به تبعید برده شد، و یهودا به استان تبدیل شد.                         |